# Sugbongcogon

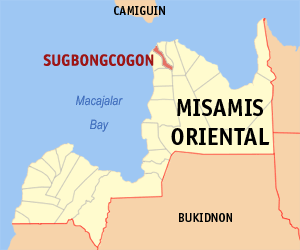
Bản đồ Misamis Oriental với vị trí của Sugbongcogon

Sugbongcogon là một đô thị hạng 5 ở tỉnh Misamis Oriental, Philippines. Theo điều tra dân số năm 2000 của Philipin, đô thị này có dân số 7.362 người trong 1.321 hộ.

## Các đơn vị hành chính
Sugbongcogon được chia ra 10 barangay.
- Alicomohan
- Ampianga
- Kaulayanan
- Kidampas
- Kiraging
- Mangga
- Mimbuahan
- Poblacion
- Santa Cruz (Mabini)
- Silad